# Скрыдлов, Николай Илларионович
Николай Илларионович Скрыдлов (1 апреля 1844, Псков — 14 октября 1918 или 4 октября 1918, Петроград) — русский адмирал, командующий Черноморским флотом. Участник русско-турецкой войны 1877—1878 годов, кавалер ордена Святого Георгия 4-й степени (1877).

## Биография
Родился в семье отставного капитана 2-го ранга Иллариона Николаевича Скрыдлова (1799). Окончил Морской кадетский корпус с производством в 1862 году в гардемарины. В 1870 году награждён серебряной медалью «За спасение погибавших». В 1872 году служил ревизором на пароходофрегате «Олаф» и «за отлично-усердную службу» удостоен благодарности генерал-адмирала В 1873—1875 годах командовал 3-й ротой гвардейского экипажа. Командующий яхтой «Никса» (1875—1876). На яхте «Держава» совершил плавание в Данию, Голландию и Великобританию.
Отличился в ходе русско-турецкой войны 1877—1878 годов, когда на Дунае командовал минным катером «Шутка», на котором впервые в мировой истории совершил дневную минную атаку кораблей противника 8 июля 1877 году у местечка Мечка, во время которой был тяжело ранен. Экипаж под ураганным огнём довёл катер до борта турецкого корабля и ударил в него миной, но взрыва не последовало — ведущие к ней провода оказались перебиты пулями. За эту атаку был награждён орденом Св. Георгия 4-й степени (1877). Этому событию посвятил свою картину художник А. П. Боголюбов.
Командир парохода «Карабия» (1878—1879). Старший офицер фрегата «Светлана» (1878—1882). Командир клипера «Стрелок» (1883—1886), полуброненосного фрегата «Дмитрий Донской» (1886—1889), эскадренного броненосца «Гангут» (1889—1893).
30 августа 1893 года произведён в контр-адмиралы с назначением младшим флагманом Балтийского флота. Исполняющий должность главного инспектора минного дела (1894—1898). Командующий отдельными отрядами судов Балтийского моря (1895, 1896). С февраля 1898 по 1899 год командовал отдельной эскадрой кораблей Средиземного моря, участвовавшей в миротворческой миссии европейских держав в Восточном Средиземноморье (прежде всего в районе острова Крит) для мирного разрешения греко-турецкого Критского кризиса. Представлял Морское министерство в комиссии по подготовке Всероссийской промышленной и художественной выставки в Нижнем Новгороде в 1896 году и возглавлял морской отдел экспозиции. Был флагманом русской эскадры на торжествах в честь 60-летия правления британской королевы Виктории (1897), представлял Российский флот на похоронах Президента Французской республики Ф. Фора в 1899 году. Начальник эскадры Тихого океана (1900—1902). Вице-адмирал (3 июля 1900). Главный командир Черноморского флота и портов Чёрного моря (27 января 1903—1904).
После гибели адмирала С. О. Макарова назначен командующим флотом в Тихом океане (1 апреля 1904 года), в Порт-Артур приехать не успел, а потому вступил в должность 9 мая 1904 года во Владивостоке, но вскоре возвращён в Петербург с назначением членом Адмиралтейств-совета (20 декабря 1904 года).
После убийства Г. П. Чухнина назначен на его место командующим Черноморским флотом и портами Чёрного моря (1906—1907), затем вновь возвращён в Адмиралтейств-совет.
Для подавления выступлений русской революции вышло Постановление Совета министров Российской империи . Об объявлении Севастопольского и Николаевского градоначальств на военном положении и предоставление главному командиру Черноморского флота вице-адм. Скрыдлову права принимать меры для борьбы с революционным движением. 10 - 25 июля. 1906.
С 1904 по 1907 годы — член Адмиралтейств-совета, почётный член Императорского российского общества спасания на водах (с 1904). 28 августа 1907 года произведён в адмиралы с увольнением от службы с мундиром и пенсией.
Продолжал активно заниматься вопросами развития российских мореплавания и промышленности, был членом Особого комитета по усилению военного флота на добровольные пожертвования, директором правления судоходного и пароходного общества «И. И. Конецкий», членом Совета съездов судовладельцев, членом правления «Русского дальневосточного промышленного акционерного общества».

## Смерть
Обстоятельства смерти адмирала Скрыдлова в литературе освещаются противоречиво. В связи с тем, что он скончался в условиях «красного террора» в Петрограде, получила хождение версия, что он был взят в заложники и погиб насильственной смертью. В действительности он, как описал его сын А. Н. Мишагин-Скрыдлов, скончался от голода:

Отцу было семьдесят пять лет. Его здоровье ухудшилось вследствие лишений, возраста и тревог. Он остался один <…> Последние несколько тысяч рублей, оставшиеся у него, он спрятал в тайник под подкладку штор; он часто их перепрятывал, и иногда забывал, куда именно. Вдобавок к нищете перед его затуманенным взором встал призрак голода. С каждым днём, чувствуя себя всё более одиноким, отец старался есть как можно меньше. Он ослабел и скончался ещё до того, как закончились его запасы продовольствия. Он умер в полном одиночестве. Когда его хотели обрядить, в квартире не нашлось, из чего сделать саван: всё бельё было украдено.

Похороны адмирала на Смоленском кладбище прошли с воинскими почестями:

Несмотря на то, что умер отец при большевистском режиме, его похороны имели некоторую торжественность. Отец был в парадной адмиральской форме, гроб накрыт Андреевским флагом; за гробом шло внушительное число моряков. Флот, я имею в виду старый флот, сохранивший даже в большевизированном Петрограде достаточно уважения к традициям, был представлен в траурной процессии.

## Память
Имя Н.И.Скрыдлова носит площадь греческого города Ретимнон, и улица в городе Ханья, где высоко чтятся заслуги адмирала во время автономии острова Крит в конце 1890-х гг.

## Награды
- Орден Святого Георгия 4-й степени (1877);
- Орден Белого орла;
- Орден Святого Владимира 2-й степени;
- Орден Святой Анны 1-й степени;
- Орден Святого Станислава 1-й степени;
- Иностранные ордена.

## Семья
- Жена (с 20 января 1891): Ольга Августовна Лейброк (? — 18.04.1939) дочь подпоручика артиллерии.
- Дочь Мария (родилась 21 августа 1898 г.) — в дни Великой войны записалась доброволицей в 1-ю женскую военную команду смерти Марии Бочкарёвой. Была адъютантом у М. Л. Бочкарёвой[11]. Эмигрировала из СССР вместе с мужем в 1926 г.
- Сын Алексей Мишагин-Скрыдлов, эмигрировал из СССР в 1927 г. Автор мемуаров «Россия Белая. Россия Красная (1903—1927)». Проживал в Париже.